# Robert Porterfield
Robert Porterfield (21 de diciembre de 1905 – 28 de octubre de 1971) fue un actor y director teatral estadounidense, conocido principalmente por ser el fundador del Teatro Barter en Abingdon, Virginia, en el año 1933, durante la Gran Depresión. En 1946 fue designado el teatro estatal de Virginia. Porterfield fue director artístico del repertorio del teatro hasta el momento de su muerte. De sus actuaciones cinematográficas destaca su papel en el film de 1941 Sergeant York, en el cual encarnaba a Zeb Andrews.

## Biografía

### Inicios
Su nombre completo era Robert Huffard Porterfield, y nació cerca de Austinville, Virginia. Uno de sus antepasados había llegado a las Trece Colonias procedente de Escocia hacia el año 1760. Robert Porterfield era el tercero de los seis hijos de Daisy Huffard y William Breckenridge Porterfield. En 1909, su padre aceptó un puesto de capataz de unos 20.000 acres (81 km cuadrados) de tierra, y se mudó con la familia a Saltville, Virginia. Allí compartió con sus hermanos las tareas de la granja en la que vivían, gozando la familia de una buena situación económica, gracias a que su padre fue elegido alcalde de Saltville en 1920–24 y 1926–29.
Tenía diez años de edad, cuando Porterfield anunció su deseo de ser actor, idea que no compartía su padre, y en la escuela Saltville High School, en la que cursó sus estudios, influyó en la realización de obras dramáticas. Tras su graduación, Porterfield ingresó en el Hampden-Sydney College de Farmville. Allí estuvo dos años, actuando con la compañía teatral del Colegio, los Jongleurs, siendo miembro de la Orden Kappa Alpha. Mientras esperaba respuesta a su solicitud de ingreso en la American Academy of Dramatic Arts, tomó clases en Petersburg. No sabiendo nada de la Academy, decidió dejar la escuela y viajar a la ciudad de Nueva York, centro de la cultura teatral nacional. Antes de ello, sin embargo, finalmente fue admitido en la Academy, con lo que pudo mudarse a Nueva York e ingresar en dicho centro en el otoño de 1926. En la Academy fue sometido a una prueba, y como resultado de la misma se le dijo que debía perder el acento sureño si quería ser actor. Vivió en un pequeño apartamento en la Calle 85, y Porterfield estudió dos años en la Academy, según él una etapa necesaria para su evolución como actor.

### Teatro Barter

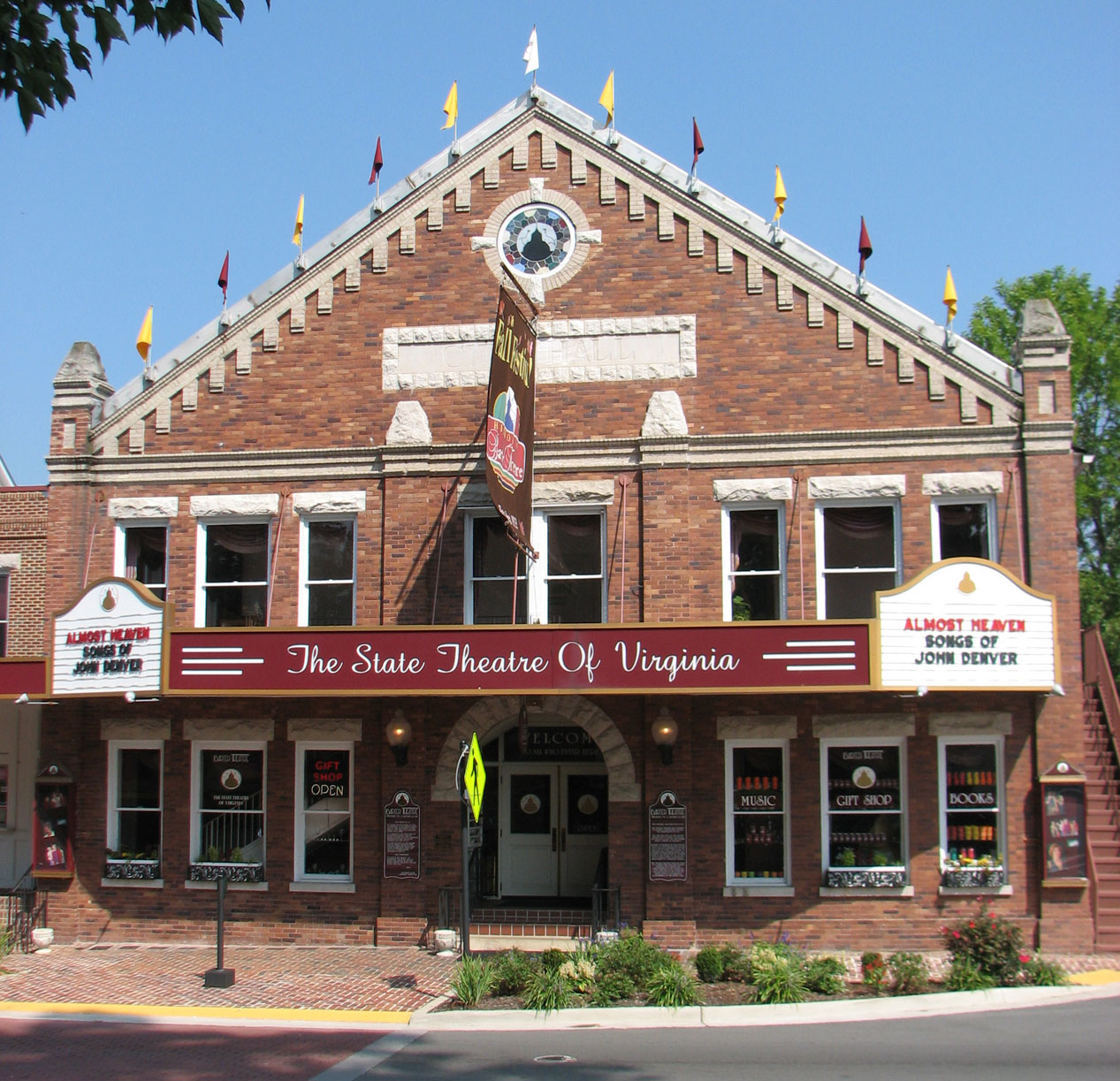
Teatro Barter

Tras la muerte de su padre, Porterfield heredó la granja Twin Oaks, y volvió a Glade Spring, en el oeste de Virginia. Sin embargo, continuaba con su interés por el teatro, y en 1933, durante la Gran Depresión, creó el Teatro Barter como una compañía de repertorio en la cercana Abingdon. 
A lo largo de su trayectoria en dicho teatro, Porterfield dio oportunidades a muchos jóvenes actores en los inicios de su carreras, entre ellos Gregory Peck, Ernest Borgnine, Patricia Neal, Ned Beatty, Hume Cronyn, Gary Collins, y Larry Linville. Su teatro participó en el Programa Candidato Miembro de Equity (EMC) de la Actors' Equity Association. Los actores y directores teatrales podían conseguir apoyo para su trabajo formando parte de Equity.
Aunque la mayor parte de su carrera transcurrió en el teatro, Porterfield también hizo algunas ocasionales actuaciones cinematográficas entre 1937 y 1958. 

### Vida personal
Porterfield se casó con Helen Fritz el 12 de mayo de 1934. Ella falleció el Día de Año Nuevo de 1949, tras luchar a lo largo de toda su vida con el alcoholismo. El matrimonio no tuvo hijos.
Porterfield se casó otra vez el 6 de octubre de 1964, siendo su esposa Mary Dudley. En 1968 los dos adoptaron a un niño de cinco años, a quien llamaron Jay Payne Porterfield. La pareja permaneció unida hasta la muerte de él, ocurrida el 28 de octubre de 1971 en Abingdon.

## Filmografía
- 1937 : They Won't Forget
- 1941 : Sergeant York
- 1946 : El despertar
- 1958 : Thunder Road

## Premios
- 1948 : Premio Tony de Teatro Regional por su "Contribución al desarrollo del teatro regional".
- 1948 : Doctor Honorario en Letras por el Hampden-Sydney College por su contribución al teatro.
- 1957 : Nombrado "Primer Ciudadano de Abingdon" y premiado con el "Actors' Fund Award of Merit".
- 1963 : "Premio Thomas Jefferson" por sus relaciones públicas a favor de Virginia.
- 1967 : "Premio Memorial Suzanne Davis" por su contribución al teatro, así como el "Premio Servicio Especial" de la Cámara Estatal de Comercio de Virginia.